# Інтегральний косинус

Графіки функцій Si(x) і Ci(x) на проміжку [0, 8π

Інтегральний косинус — функція, визначена для додатних дійсних чисел формулою:
{\displaystyle {\mbox{Ci}}(x)=\gamma +\ln x+\int _{0}^{x}{\frac {\cos \,t-1}{t}}dt=-\int \limits _{x}^{\infty }{\frac {\cos t}{t}}dt}
де {\displaystyle \gamma } — стала Ейлера.
Також визначаються пов'язані функції:
{\displaystyle {\rm {ci}}(x)={\rm {Ci}}(x)\,}
{\displaystyle {\rm {Cin}}(x)=\gamma +\ln x-{\rm {Ci}}(x)\,}

## Властивості
- Інтегральний косинус пов'язаний з інтегральною показниковою функцією співвідношенням:

{\displaystyle \operatorname {Ci} (x)={\frac {1}{2}}\left(\operatorname {Ei} (ix)+\operatorname {Ei} (-ix)\right)}
- Для малих x {\displaystyle \operatorname {Ci} (x)\approx \gamma +\ln x}
- З деякими іншими функціями інтегральний косинус пов'язаний співвідношеннями:

{\displaystyle \quad \int _{0}^{\infty }\operatorname {Ci} ^{2}(t)dt={\frac {\pi }{2}},}
{\displaystyle \int _{0}^{\infty }\cos(t)\operatorname {Ci} (t)dt=-{\frac {\pi }{4}},\quad \int _{0}^{\infty }\operatorname {Ci} (t)\operatorname {si} (t)dt=-\ln 2.}

## Розклад у ряд
Інтегральний косинус можна розкласти в ряд:
{\displaystyle {\mbox{Ci}}(x)=\gamma +\ln x+\sum \limits _{n=1}^{\infty }{\frac {(-1)^{n}x^{2n}}{2n(2n)!}}}
За допомогою даного ряду визначається також інтегральний косинус від комплексного аргументу. Як функція комплексної змінної інтегральний косинус аналітичний на комплексній площині з розрізом вздовж від'ємної дійсної півосі.
Асимптотичний розклад для {\displaystyle ~{\rm {Re}}(x)\gg 1~} задається розбіжним рядом
{\displaystyle {\rm {Ci}}(x)={\frac {\sin x}{x}}\left(1-{\frac {2!}{x^{2}}}+...\right)-{\frac {\cos x}{x}}\left({\frac {1}{x}}-{\frac {3!}{x^{3}}}+...\right)}